# 아삼 홍차
아쌈 홍차(Assam)는 인도 아삼지방에서 생산되는 홍차를 통칭하는 말이다. 해수면 고도에서 재배되는 아쌈 홍차는 상쾌한 맛과 맥아 향, 짙고 밝은 수색으로 잘 알려져 있다. 아쌈 홍차 또는 아쌈 홍차를 기반으로 블렌딩 된 홍차는 일반적으로 잉글리시 브렉퍼스트, 아이리시 브렉퍼스트 티나 스코티시 브렉퍼스트 티 등 “브렉퍼스트 티”로 판매된다.
아쌈에서는 홍차가 주로 생산되지만, 그 지역의 독특한 특색을 지닌 녹차나 백차도 홍차보다는 적은 양이지만 생산된다.
역사적으로 아쌈지역은 중국에 뒤이은 세계 제2의 홍차 생산지였다. 세계에서 중국과 아쌈 지역에만 천연 다원이 존재한다. 아쌈 홍차는 19세기 이래로 여러 다원에서 생산되는 다양한 종류의 홍차로, 끽다(喫茶) 제반에 혁명을 가져왔다.

## 같이 보기
- 홍차
- 닐기리 홍차
- 다르질링 홍차